# Tsarevets (distrikt i Kărdzjali)
Tsarevets (bulgariska: Царевец) är ett distrikt i Bulgarien.   Det ligger i kommunen Obsjtina Kărdzjali och regionen Kărdzjali, i den södra delen av landet, 200 km sydost om huvudstaden Sofia.